# 12시가 좋아요
12시가 좋아요는 CBS 표준FM에서 방송했던 가요전문 라디오 프로그램이다.

## 역사
2002년 4월 1일에 첫방송을 시작했으며, 원래는 월요일부터 토요일까지 방송됐으나, 2003년 11월 10일부터 매일 방송으로 확대되어 방송하다가, 2004년 5월 9일 방송을 마지막으로 2년만에 폐지되었다.

## 역대 방송시간
| 방송 채널  | 방송 기간                         | 방송 시간                    |
| ---------- | --------------------------------- | ---------------------------- |
| CBS 표준FM | 2002년 4월 1일 ~ 2003년 5월 10일  | 월~토요일 낮 12:01 ~ 낮 1:00 |
| CBS 표준FM | 2003년 5월 12일 ~ 2003년 11월 8일 | 월~토요일 낮 12:05 ~ 낮 1:00 |
| CBS 표준FM | 2003년 11월 10일 ~ 2004년 5월 9일 | 매일 낮 12:05 ~ 낮 1:00      |

## 역대 DJ
- 2002년 4월 1일 ~ 2003년 5월 10일 : 김용신 아나운서
- 2003년 5월 12일 ~ 2003년 11월 8일 : 이효연 아나운서
- 2003년 11월 10일 ~ 2004년 5월 9일 : 최정원 아나운서